# Hendrik van Langel
Hendrik II van Mierlo was een heer van Mierlo aan het begin van de 14e eeuw. Hij was de zoon van Herman van Langel en Agnes van Mierlo en volgde tussen 1331 en 1335 zijn grootvader Hendrik II van Mierlo op. 
Al in 1335 besloot hij de heerlijkheid Mierlo te verkopen aan zijn oom Goeswijn Moedel van Mierlo, die toen deken van Sint-Oedenrode en Luik was.
In Mierlo ligt nog altijd de Heer van Langelstraat, die naar Hendrik van Langel is genoemd.